# باكو بينزوباس
فرانشيسكو باكو بينزوباس أوزاريز (بالإسبانية: Paco Bienzobas)‏ (26 مارس 1909 - 30 أبريل 1981) لاعب كرة قدم إسباني لعب في مركز الهجوم، قضى معظم مسيرته في 16 عاما مع نادي ريال سوسيداد - 196 مباراة رسمية و 109 أهداف، كان أول لاعب يفوز بجائزة بيتشيشي ، التي تمنح لأفضل هداف في الدوري الإسباني لكرة القدم.

## روابط خارجية
- باكو بينزوباس على موقع ناشيونال فوتبول تيمز (الإنجليزية)
- باكو بينزوباس على موقع عالم كرة القدم.نت (الإنجليزية)
- باكو بينزوباس على موقع أوليمبيديا (الإنجليزية)
- Spain stats at Eu-Football
- Olympic stats at SportsReference